# Cadillac Northstar LMP

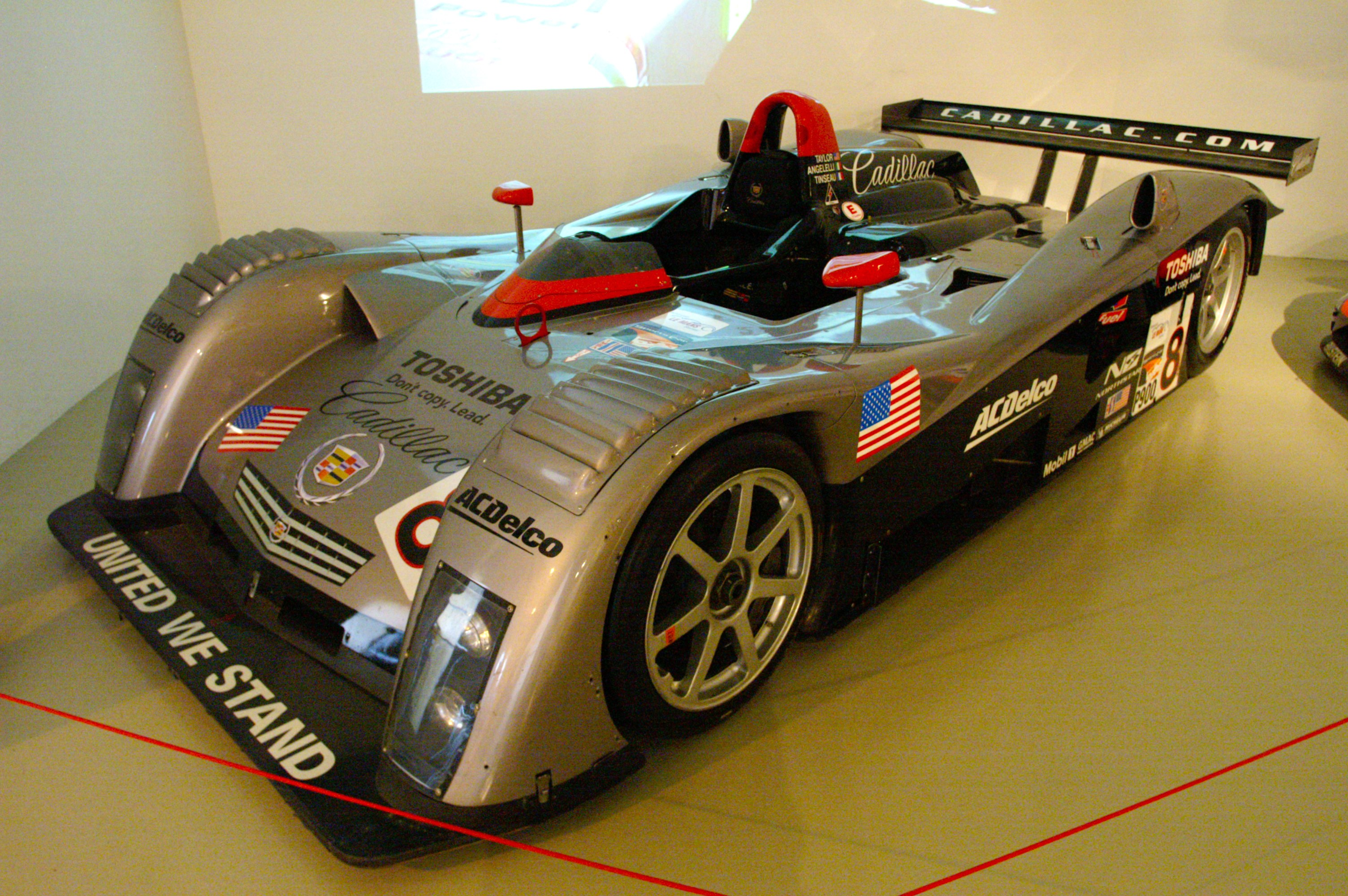
Cadillac Northstar LMP 900 en el museo de Le Mans.

Cadillac Northstar LMP fue una serie de prototipos de Le Mans construidos por Cadillac para su uso en la American Le Mans Series, así como un intento de devolver a Cadillac a las 24 Horas de Le Mans desde que entraron por primera vez en 1950. Los Northstar LMP fueron nombrados después estar impulsados por motores Northstar V8.
El proyecto estuvo activo entre 2000 y 2002 cuando General Motors decidió cancelar el proyecto para centrarse en su programa del Chevrolet Corvette.